# Phạm Thị Hoài
Phạm Thị Hoài (sinh năm 1960) là một nhà văn, tổng biên tập mạng văn học Talawas.

## Tiểu sử
Phạm Thị Hoài (tên đầy đủ: Phạm Thị Hoài Nam) sinh ngày 29/3 năm 1960. Bà là một nhà văn hiện đại, nhà biên soạn và dịch giả có tầm ảnh hưởng. Bà đang sống ở Đức.
Phạm Thị Hoài sinh ra và lớn lên tại tỉnh Hải Dương, miền Bắc Việt Nam. Năm 1977, bà đến Đông Berlin và học ở Đại học Humboldt, nơi mà bà đã tốt nghiệp chuyên ngành về văn khố. Năm 1983, bà trở về Việt Nam, sống ở Hà Nội, làm chuyên viên lưu trữ văn thư rồi bắt đầu viết văn một cách nghiêm chỉnh.
Năm 1988, quyển tiểu thuyết đầu tay của bà được xuất bản tại Hà Nội nhan đề Thiên sứ rồi sau đó quyển này bị chính quyền Việt Nam cấm lưu hành. Về sau, Thiên sứ được dịch sang tiếng Anh (The Crystal Messenger, ISBN 1875657711), Pháp, Tây Ban Nha, Ý, Đức (Die Kristallbotin) và Phần Lan. Năm 1993, bản dịch Thiên sứ bằng tiếng Đức đã đoạt giải "Tiểu thuyết nước ngoài hay nhất" của tổ chức Frankfurter LiBeraturpreis trao tặng hàng năm cho tiểu thuyết xuất bản tại Đức. Riêng bản dịch tiếng Anh thì đoạt giải Dinny O'Hearn cho thể loại văn học dịch vào năm 2000. Cũng trong năm này, Phạm Thị Hoài rời Việt Nam sang Berlin, nơi bà đang sống và làm việc hiện nay. Ở Berlin, 2001 bà sáng lập tạp chí Talawas trên Internet có tầm ảnh hưởng lớn. Trong lời bạt bản dịch Thiên sứ của Tôn Thất Quỳnh Du, ông viết về Phạm Thị Hoài như sau:
"Ở Việt Nam, cách viết của Phạm Thị Hoài khiến đọc giả và những nhà phê bình hết lời ca ngợi và cũng lắm kẻ chê bai. Những viên chức văn hóa của Việt Nam phản đối cái nhìn phê phán của bà về nước Việt Nam hiện tại, bà đã vi phạm bởi sự thiếu tôn trọng truyền thống và phạm phải những điều cấm kỵ của xã hội […] Mặc dù bị công kích trên diễn đàn công khai, Phạm Thị Hoài chưa bao giờ là bị cáo về sự bất đồng quan điểm chính trị. Thay vào đó, những kẻ phỉ báng đã buộc tội bà là có cái nhìn bi quan quá đáng về Việt Nam, bà đã sỉ nhục "sứ mệnh thiêng liêng của một nhà văn", thậm chí bà còn viết "dung tục" nữa. Nhưng, ngay cả những nhà phê bình mạnh mẽ nhất cũng thừa nhận rằng bà là một nhà văn có con mắt u ám trong việc mổ xẻ chi tiết, chua cay và hài hước, song lại có thính giác tốt về nhịp điệu của tiếng Việt".
Ngoài tác phẩm Thiên sứ, được ca ngợi trên bình diện quốc tế, Phạm Thị Hoài còn xuất bản những tiểu luận, hai tuyển tập truyện ngắn. Đó là Mê Lộ (1989) và Man Nương (1995). Ngoài ra, bà còn một tác phẩm khác là Marie Sến (1996). Bà là một dịch giả nổi tiếng về văn chương Đức. Bà đã dịch những tác phẩm của Franz Kafka, Bertolt Brecht, Thomas Bernhard và Friedrich Dürrenmatt sang tiếng Việt. Bà còn là người biên soạn quyển Trần Dần – Ghi: 1954-1960 (Paris, TD Mémoire, 2001), một tuyển tập các bài báo của Trần Dần. Những tiểu luận và truyện ngắn của bà xuất hiện trong những tạp chí văn chương ở Hoa Kỳ, Úc, Thụy Sĩ và Đức, ngoài ra còn xuất hiện trong một số tuyển tập về truyện Việt Nam đương đại, gồm có: Night, Again và Vietnam: A Traveler's Literary Companion. Riêng quyển Sunday Menu, một tuyển tập truyện ngắn của bà do Tôn Thất Quỳnh Du dịch sang tiếng Anh, quyển này được xuất bản lần đầu tại Pháp năm 1977 nhan đề Menu de dimanche còn bản tiếng Anh Sunday Menu thì do Pandarus Books xuất bản tại Úc năm 2006 và được University of Hawaii Press xuất bản tại Hoa Kỳ vào năm 2007.

## Talawas
Talawas là một diễn đàn trực tuyến được thành lập từ năm 2001 và do nhà văn Phạm Thị Hoài làm tổng biên tập. Talawas có các hình thức: diễn đàn trực tuyến và tạp chí trực tuyến về sáng tác văn học và các đề tài về chính trị và xã hội, blog. Tuy nhiên, theo Talawas, từ cuối tháng 5 năm 2004, chính quyền nước Cộng hòa Xã hội Chủ nghĩa Việt Nam đã kiểm soát trang web này và đã thiết lập tường lửa để ngăn chặn việc truy cập từ trong nước. Đến ngày 3 tháng 11 năm 2010, lúc 24 giờ Việt Nam, Talawas tuyên bố ngừng hoạt động.
Blog mới nhất của bà là Pro&Contra đã từ giã bạn đọc vào cuối năm 2014. Theo bà, "Sau mười ba năm đầu viết văn, 1988-2001, tôi đã ngừng hẳn sáng tác văn chương để chuyển sang báo chí. Bây giờ, sau mười ba năm tiếp theo, 2001-2014, giai đoạn làm báo của tôi với talawas và pro&contra cũng khép lại...". Hiện nay, bà có cộng tác với báo Trẻ.